# فرد باتی
فرد باتی (انگلیسی: Fred Batty؛ 20 دسامبر 1934 – ۲۰۰۷ (۷۲−۷۳ سال)) بازیکن فوتبال بود.